# Ендрю Стентон
Ендрю Стентон (англ. Andrew Stanton;. 3 грудня 1965 року в Бостоні) — американський кінорежисер, продюсер, художник-аніматор і сценарист. Дворазовий лауреат премії «Оскар» за мультфільми «У пошуках Немо» і «ВОЛЛ-І».

## Біографія
Народився в Бостоні, США. Після закінчення школи поступив в Каліфорнійський інститут мистецтв, де чотири роки вивчав анімацію. Після закінчення університету отримав ступінь бакалавра в області кіномистецтва.
Професійна кар'єра Ендрю стартувала на студії «Kroyer Films». Під час роботи на цій студії, в 1987 році, він написав один зі своїх перших сценаріїв для фільму «Майті Маус — нові пригоди» Ральфа Бакши.
У 1990 році Ендрю Стентон перейшов на нове місце роботи — в компанію «Pixar», де працював постановником і художником-аніматором. Спочатку, він брав участь у створенні декількох рекламних роликів, а через деякий час став одним з сценаристів повнометражного мультфільму «Історія іграшок». Мультфільм став комерційним суперхітом 1995 року, зібравши в прокаті понад 300 мільйонів доларів. За роботу над цим мультфільмом Стентон і ще четверо сценаристів були висунуті на премію «Оскар». Надалі, написав ще кілька сценаріїв, брав участь у створенні мультфільмів «Життя жуків (Пригоди Фліка)» (1998 рік) і «Корпорація монстрів» (2001 рік) як сценарист та режисер. У 2012 році Стентон розповів, що у нього діагностували синдром дефіциту уваги і гіперактивності, коли він писав про Джона Картера. Стентон є ФК Арсенал. вболівальника, а також включив сцену, що імітує їхню відому пастку поза грою серед інших посилань на Арсенал у Джона Картера.

## Фільмографія

### Актор озвучування
- 1995 — Історія іграшок
- 1998 — Пригоди Фліка
- 1999 — Історія іграшок 2
- 1999 — Toy Story 2 (комп'ютерна гра)
- 2000 — Adventure Begins
- 2000 — Базз Лайтер із зоряної команди: Пригоди починаються
- 2003 — В пошуках Немо
- 2003 — Extreme Skate Adventure (комп'ютерна гра)
- 2004 — Суперсімейка
- 2006 — Тачки
- 2007 — Finding Nemo Submarine Voyage
- 2007 — Cars Mater-National (комп'ютерна гра)
- 2016 — У пошуках Дорі

### Сценарист
- 1987—1988 — Mighty Mouse, the New Adventures
- 1987 — A Story
- 1995 — Історія іграшок
- 1998 — Пригоди Фліка
- 1999 — Історія іграшок 2
- 2001 — Корпорація монстрів
- 2003 — В пошуках Немо
- 2008 — ВОЛЛ-І
- 2008 — BURN-E
- 2012 — Джон Картер
- 2016 — У пошуках Дорі
- 2026 — Історія іграшок 5

### Продюсер
- 1987 — A Story
- 2001 — Корпорація монстрів
- 2003 — Вивчення Рифів
- 2007 — Рататуй
- 2008 — Престо
- 2008 — BURN-E
- 2009 — Вгору

### Режисер
- 1987 — A Story
- 2003 — В пошуках Немо
- 2008 — ВОЛЛ-І
- 2012 — Джон Картер
- 2016 — У пошуках Дорі
- 2026 — Історія іграшок 5